# Petrivka, Poltava
Petrivka (în ucraineană Петрівка) este un sat în comuna Brîcikivka din raionul Poltava, regiunea Poltava, Ucraina.

## Demografie
Componența lingvistică a localității Petrivka
     Ucraineană (97,42%)
     Rusă (2,58%)
Conform recensământului din 2001, majoritatea populației localității Petrivka era vorbitoare de ucraineană (97,42%), existând în minoritate și vorbitori de rusă (2,58%).